# Daniela Basso
Daniela Maria Basso (1952) es una botánica, algóloga, taxónoma, y exploradora italiana.
Desarrolla actividades académicas y científicas en el Departamento de Ciencias de la Tierra, de la Universidad de Milán, Bicocca, Milán con experiencia en botánica, ecología, y paleobiología.

## Obra

### Algunas publicaciones
- hrabovský Juraj, daniela Basso, doláková Nela. 2015. Diagnostic characters in fossil coralline algae (Corallinophycidae: Rhodophyta) from the Miocene of southern Moravia (Carpathian Foredeep, Czech Republic). J. of Systematic Palaeontology 1 (27) resumen DOI:10.1080/14772019.2015.1071501

- a. Caragnano, daniela Basso, d.e. Jacob, d. Storz, graziella Rodondi, f. Benzoni, et al. 2014. The coralline red alga Lithophyllum kotschyanum f. affine as proxy of climate variability in the Yemen coast, Gulf of Aden (NW Indian Ocean). GEOCHIMICA ET COSMOCHIMICA ACTA, 124, 1-17. - ISSN 0016-7037

- daniela Basso, graziella Rodondi, guido Bressan. 2011. A re-description of Lithothamnion crispatum and the status of Lithothamnion superpositum (Rhodophyta, Corallinales). Phycologia 50 (2): 144-155. Resumen

- -----------------, ---------------------. 2006. A Mediterranean population of Spongites fruticulosus (Rhodophyta, Corallinales), the type species of Spongites, and the taxonomic status of S. stalactitica and S. racemosa. Phycologia 45 (4): 403-416. Resumen

- -----------------, ---------------------, matteo Mari. 2004. Comparative study between Lithothamnion minervae and the type material of Millepora fasciculata (Corallinales, Rhodophyta). Phycologia 43 (2): 215-223. Resumen

- -----------------, patrizia Favega, michele Piazza, grazia Vannucci. 1998. Biostratigraphic, paleobiogeographic and paleoecological implications in the taxonomic review of Corallinaceae. Rendiconti Lincei 9 (3): 201 - 211

- -----------------, ------------------, -----------------. 1997. The taxonomy of Lithothamnium ramosissimum (Gümbel non Reuss) Conti and Lithothamnium operculatum (Conti) Conti (Rhodophyta, Corallinaceae). Facies 37 (1): 167-181. Resumen

### Libros
- daniela Basso, francesca Quaranta, grazia Vannucci. 2010. Historical Type Collections of Fossil Corallinales and Sporolithales (rhodophyta) in the Dip.Te.Ris. Publicó Aracne, 68 p. ISBN 8854828440, ISBN 9788854828445

### Cap. de libros
- 2006. Cool-water Carbonates: Depositional Systems and Palaeoenvironmental Controls. Geological Society special publication 255, ISSN 0305-8719. Autores y editores h.m. Pedley, gabriele Carannante. Ed. ilustrada de Geological Society of London, 373 p. ISBN 1862391939, ISBN 9781862391932
  - daniela Basso, c. Morbioli, c. Corselli. Rhodolith facies evolution and burial as a response to Holocene transgression at the Pontian Islands shelf break. p. 23 a 52.

- La abreviatura «D.Basso» se emplea para indicar a Daniela Basso como autoridad en la descripción y clasificación científica de los vegetales.[4]